# Szemgyűrűs verébpapagáj
A szemgyűrűs verébpapagáj (Forpus conspicillatus) a madarak osztályának papagájalakúak (Psittaciformes) rendjébe és a papagájfélék (Psittacidae) családjába tartozó faj.

## Előfordulása
Panama, Kolumbia és Venezuela területén honos. Szubtrópusi vagy trópusi száraz erdők, szubtrópusi vagy trópusi nedves alföldi erdők és irtáserdők lakója.

## Alfajai
- Forpus conspicillatus caucae (Chapman, 1915)
- Forpus conspicillatus conspicillatus (Lafresnaye, 1848)
- Forpus conspicillatus metae Borrero & Hernandez, 1961

## Megjelenése
Testhossza 12 centiméter, testtömege 30 gramm. A hím szem körüli gyűrűje kék, a tojóé és a fiataloké smaragdzöld. A tojóról továbbá hiányzik a kék, és a has szürkés árnyalata.

## Életmódja
Költési időszakban párokban, azon kívül 4-10 fős csoportokban él. Röpte gyors és változó irányú. Magvakkal, bogyókkal, gyümölcsökkel, virágokkal táplálkozik. Csicsergő hangja van. Tavaszi hónapokban kaktuszokban, pálmafák hasadékaiban rakja le 4-5 tojását.
Kutatásokkal bizonyították, hogy a csapatban mindegyik példánynak saját hívóhangja, tehát neve van.

## Külső hivatkozások
- Képek az interneten a fajról
- Internet Bird Collection - videók a fajról